# 他仑帕奈
他仑帕奈（INN：Talampanel；研发代号：GYKI 537773和LY300164）是一种已被研究用于治疗癫痫、恶性神经胶质瘤和肌萎缩侧索硬化的药物。
截至2010年5月，对于肌萎缩侧索硬化的试验结果呈负面的。他仑帕奈目前已经不再开发。
他仑帕奈作为AMPA受体的非竞争性拮抗剂，AMPA受体是中枢神经系统中的一种离子型谷氨酸受体。
它在临床试验中显示出对癫痫有效，但由于其药代动力学特征不佳，即终末半衰期短（3小时），需要每天多次给药，因此其开发被暂停。